# Preston Capes
Preston Capes est une paroisse civile et un village du Northamptonshire, en Angleterre.